# Nathan McCree
Nathan McCree (Inghilterra, 27 gennaio 1969) è un compositore britannico di musica per videogiochi e anche progettista del suono.
È un compositore di musica ed effetti sonori, editore per progetti multimediali tra cui giochi per computer, televisione, eventi live e radio. Ha lavorato principalmente con la Core Design per i primi tre giochi di Tomb Raider, con nomi di risalto quali le Spice Girls e Orange.
È stato elogiato dalla critica e ha ricevuto diversi premi informali. Tomb Raider III è stato a lungo considerato come la migliore colonna sonora per giochi di computer fino ad oggi ed il lavoro svolto sul gioco Asterix and The Power of the Gods per Sega Mega Drive gli ha permesso di ottenere il riconoscimento come "Migliore musica per Mega Drive di sempre!". Recentemente, grazie al vasto lancio del sito Newgrounds, ha lavorato insieme ad Adam Phillips ed ha composto la musica per la sua ultima uscita delle serie Brackenwood.

## Lavori degni di nota

### Direttore Audio
- Sniper: Il Guerriero Fantasma 2 (2013)
- LEGO: La Fabbrica di Eroi, Attacco Cerebrale (2013)
- LEGO: Ninjago (2013)
- LEGO: Chima (2013)
- Silent Hill: Temporale (2012)
- L'Attacco di Rush: Ex-Patriota (2011)

### Compositore
- LEGO: Ninjago (2013)
- Suoneria (2010)
- Fuori casa (2009)
- Fusione (2008)
- Pelle d'Oca la Terra dell'Orrore (2008)
- Atmosfera Industriale (Album di Musica da Biblioteca) (2008)
- Il Prezzo è Giusto (2006)
- Bomba ad alto potenziale (2006)
- Eurosport (2006)
- Fifa 2006 (2006)
- Il Reggimento (2005)
- costume da golf
- Allevatore (2003)
- combatti contro Aquila (2002)
- Laser Squad Nemesis (2002)
- Tomb Raider III (1998)
- Tomb Raider II (1997)
- Joypad CD Vol. 2: Tomb Raider II (1997)
- Gender wars (1997)
- Un omaggio a Lara Croft (1997)
- Tomb Raider (1996)
- Blam! Machinehead (1996)
- Vagabondo (1996)
- Scheletro Krew (1995)
- Asterix and the Power of the Gods (1995)
- anima stella
- Heimdall II (1994)
- Biciclette da corsa (1994)
- Bubba'n Stix (1994)
- Dragonstone (1994)
- Universo (1994)
- Asterix e il grande salvataggio (1993)
- lancia il rock 2: figlio del lancio (1993)

### Effetti sonori
- LEGO: Ninjago (2013)
- collina taciturna: acquazzone
- frettoloso attacco: ex patriota (2011)
- Il Signore degli Anelli: l'Avventura di Aragorn (2010)
- Suonare (2010)
- accademia d'arte (2009)
- cantalo 2: la famiglia colpisce (2009)
- mescolalo (2008)
- Goosebumps Horrorland (2008)
- rivoluzione rock (2008)
- Tu sei nei film (2008)
- Il prezzo è giusto (2006)
- Acchiappa fantasmi (2006)
- Eurosport (2006)
- FIFA 2006 (2006)
- i film: arresta ed effettua
- Il reggimento (2005)
- favola 1.5 (2005)
- Produrre (2003)
- battaglia del motore aquila (2002)
- squadra laser nemesi (2002)
- Tomb Raider III (1998)
- Tomb Raider II (1997)
- Tomb Raider (1996)
- Blam! testa della macchina (1996)
- Asterix e il potere degli Dei (1995)
- Scheletro Krew (1995)
- Bubba'n Stix (1994)
- Anima stellare (1994)
- Asterix e il grande salvataggio (1994)